# Peter Frei (Althistoriker)

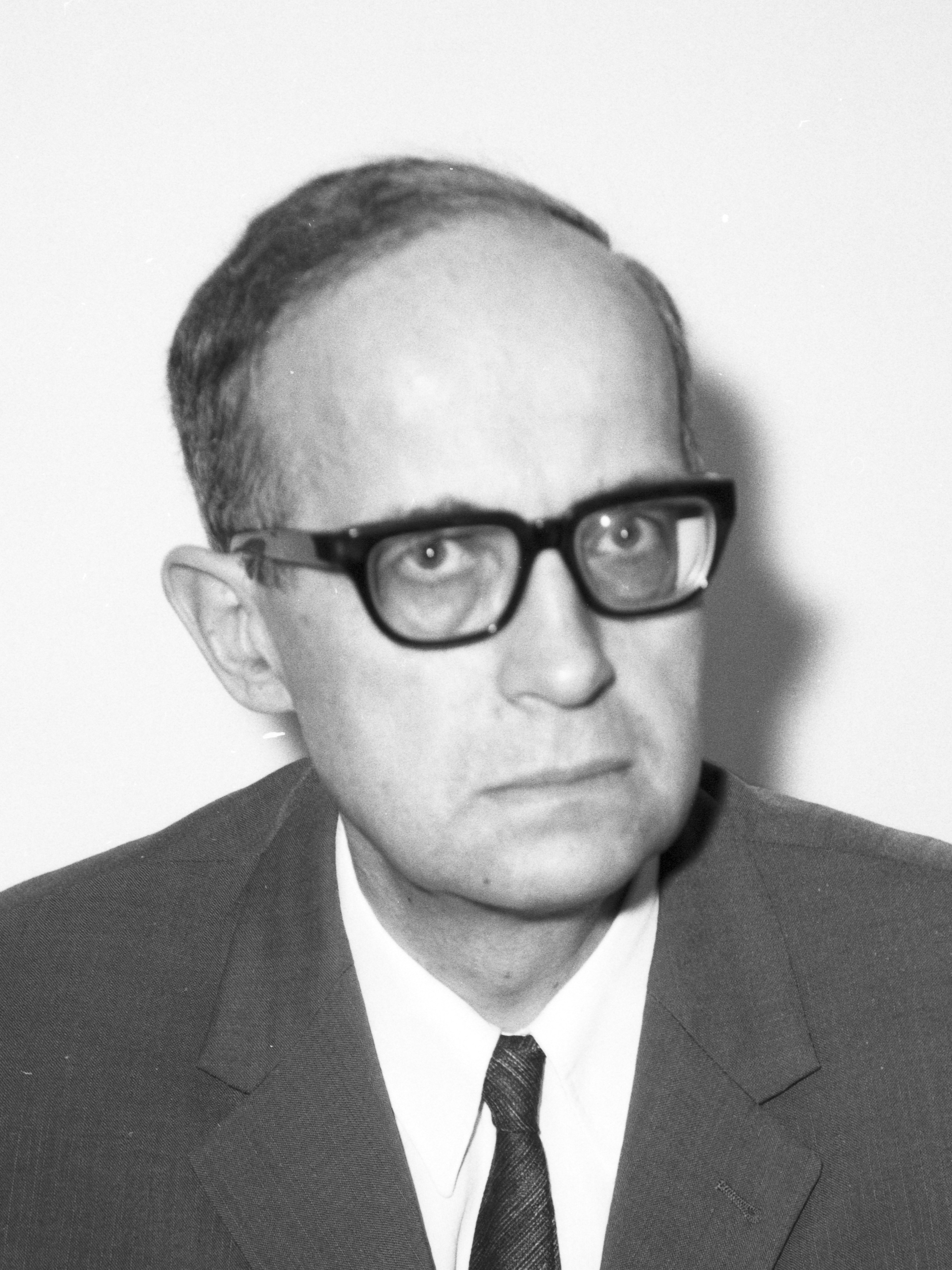
Peter Frei (um 1975)

Peter Frei (* 2. Dezember 1925 in Winterthur; † 7. August 2010 in Unterseen) war ein Schweizer Althistoriker.

## Leben
Peter Frei wurde als Sohn von Jakob Frei, Sekundarlehrer, und Martha Frei, geb. Kübler, in Winterthur geboren und wuchs in Uhwiesen auf. Er besuchte die Kantonsschule Schaffhausen und studierte ab 1945 Klassische Philologie, Indogermanistik und Alte Geschichte an der Universität Zürich. 1953 promovierte er bei Manu Leumann, seine Dissertation wurde 1958 publiziert.
Zwischen 1953 und 1955 war er am Thesaurus Linguae Latinae in München tätig. Nach seiner Rückkehr in die Schweiz arbeitete er bis zur Habilitation als Lehrer am Städtischen Gymnasium Biel (1956–1958) und an der Kantonsschule Winterthur (1958–1968). 1962 heiratete er die Altphilologin Susanna Korsunsky. Seine Habilitation zur Frühgeschichte Lykiens schloss er 1967 an der Universität Zürich ab. Ein Jahr später wurde er zum Assistenzprofessor für Alte Geschichte berufen, 1970 zum Extraordinarius und schliesslich 1986 zum ordentlichen Professor befördert.
Seine Forschungsschwerpunkte lagen auf den Berührungen zwischen Klassischer Antike und Orient, der Geschichte Kleinasiens und der Verwaltungsgeschichte vom Perserreich und Imperium Romanum (darunter Beiträge zur römischen Schweiz) sowie Byzanz. Als Langzeitprojekt unternahm er epigraphische und topographische Feldforschungen in der Gegend von Eskişehir (Nordwesttürkei), dem antiken Dorylaion. In den späteren Jahren veröffentlichte er ausserdem eine Schrift über den Zürcher Pfarrer, Pädagogen und Gelehrten Konrad Klauser.
Frei war von 1975 bis 1977 Seminarvorsteher des Historischen Seminars und von 1975 bis 1986 Erziehungsrat des Kantons Zürich. Er war Mitglied der Österreichischen Akademie der Wissenschaften und des Deutschen Archäologischen Instituts. 1995 wurde er emeritiert.

## Werke (Auswahl)
- Die Flexion griechischer Namen in der 1. Deklination im Latein. Keller, Winterthur 1958.
- Untersuchungen zur Frühgeschichte Lykiens. Habilitationsschrift, Zürich 1967.
- mit Klaus Koch: Reichsidee und Reichsorganisation im Perserreich. Universitätsverlag, Freiburg 1984 und 1996.
- Conradus Clauserus Tigurinus (ca. 1515–1567), Pfarrer, Schulmann, Gelehrter. Beer, Zürich 1997.
- mit Christian Marek: Geschichte Kleinasiens in der Antike. Beck, München 2010.